# Automobili BMW
La seguente è una lista in ordine cronologico delle automobili prodotte dalla casa automobilistica tedesca BMW.

## Auto

### Anni '20
- 3/15 saloon 1927–1931

### Anni '30
- 3/15 DA-3 Wartburg roadster 1930–1931 (basata sulla 3/15, primo roadster della BMW)
- 3/20 PS 1932–1934
- 303 saloon 1933–1934 (primo uso della griglia "kidney" e del Motore)
  - 309 saloon 1934–1936 (versione a quattro cilindri della 303)
- 315 saloon 1934–1937
  - 315/1 roadster 1934–1937 (roadster basato sulla 315)
  - 319 saloon 1935–1937 
    - 319/1 roadster 1935–1937
    - 329 convertible 1937 (cabriolet basata sulla 319)
- 326 saloon e cabriolet 1936–1941
  - 327 coupé e cabriolet 1937–1941
  - 320 saloon e cabriolet 1937–1938
  - 321 saloon e cabriolet 1938–1941
  - BMW 335 sedan 1939–1941
- 328 Roadster 1936–1940

### Anni '40
- 326 sedan e cabriolet 1945–1946 (produzione limitata conseguente alla Seconda guerra mondiale)
  - 321 saloon e cabriolet 1945–1950 (produzione ripresa dopo la Seconda guerra mondiale)
  - 327 coupé e cabriolet 1945–1955 (produzione ripresa dopo la Seconda guerra mondiale)
  - 340 sedan 1949–1953 (poi venduta come EMW 340)

### Anni '50
- 501 saloon 1952–1958
  - BMW 502 1954–1964 (versione V8 della 501)
- Isetta 250 micro car 1955–1956
  - Isetta 300 micro car 1956–1962
    - 600 micro car 1957–1959 (auto 4 posti basata sulla Isetta 300)
- 503 coupe e cabriolet 1956–1959
  - roadster 1956–1959
- 700 saloon e coupe 1959–1965

### Anni '60
- 3200 CS coupe 1962–1965 (basata sulla 503)
- 1500 saloon 1962–1966 
  - 1800 saloon 1963–1971
  - 1600 saloon 1964–1968
    - 1600-2 saloon 1966–1971 (versione 2 porte della 1600)
    - 1602 saloon 1971–1975 (versione 2 porte della 1600)

  - 2000C/CS coupe 1965–1969
    - E9 coupe 1968–1975

  - 2000 saloon 1966–1972
    - BMW 2002 saloon 1968–1976 (versione 2 porte della 2000)
- E3 saloon 1968-1977

### Anni '70
- E12 mid-sized sedan 1972–1981 (prima berlina della serie 5)
  - E24 mid-sized coupe 1976–1989
- E21 compact sedan e convertible 1975–1983 (prima berlina compatta della serie 3)
- 1502 saloon 1975–1977 (versione 1.5 L della 2002)
  - BMW 1802 1975–1977 (versione 1.8 L della 2002)
- E23 large sedan 1977–1986 (prima berlina della serie 7)
- BMW M1 supercar 1978–1981

### Anni '80
- E28 serie 5 compact mid-sized sedan 1981–1988
- E30 serie 3 sedan, convertible e estate 1982–1994
  - Z1 roadster 1989–1991
- E32 serie 7 large sedan 1986–1994
- E34 serie 5 mid-sized sedan 1988–1996
- E31 serie 8 2+2 coupe 1989–1999
- E24 serie 6 2+2 coupe 1976-1989

### Anni '90
- E36 serie 3 sedan, coupe, convertible e touring 1990–2000
  - E36 Compact hatchback 1993–2000
  - Z3 coupe e roadster 1996–2002

M coupe 1998–2002
- E39 serie 5 mid-sized sedan 1995–2003
  - E53 X5 mid-sized SUV 1999–2006 (primo SUV della BMW)
- E38 serie 7 large sedan 1995–2001
- E46 serie 3 sedan, coupe, convertible e touring 1998–2006
- E52 Z8 roadster 1999–2003

### Anni 2000
- E46 Compact hatchback 2000–2004
- E65/66/67/68 large sedan 2002–2008
- E85/E86 Z4 roadster/coupe 2002–2008
- E83 X3 crossover SUV 2003–2010
- E60 serie 3 mid-sized sedan 2003–2010
  - E63/E64 mid-sized coupe/convertible 2003–2011
  - E61 estate 2004–2011
  - E70 X5 mid-sized SUV 2006–
    - E71 X6 mid-sized crossover 2008– (versione 2 porte della X5)
- E81/E87 serie 1 hatchback 2004–2011 
  - E82/E88 serie 1 small coupe/convertible 2007–2011
  - X1 compact crossover SUV 2009–
- X3 crossover 2004–
- E90/E91/E92/E93 serie 3 sedan/touring/coupe/convertible 2005–2011
- F01/F02/F03/F04 serie 7 large sedan 2008-2015
- E89 roadster 2009–2016
- F10 serie 5 mid-sized sedan 2009–2017
  - F11 serie 5 mid-sized estate 2009–2017
  - F07 serie 5 GT 4-door coupe 2009–2017

### Anni 2010
- F25 X3 crossover SUV 2010–2017
- F12/F13 serie 6 midsized coupe/convertible 2011–2018
- mF20/F21 serie 1 hatchback 2011–2019

- F30 serie 3 compact sedan 2012–2019 
  - F32/F33/F36 serie 4 coupé/gran coupé/cabriolet 2013–2020

- F15 X5 mid-sized SUV 2013–2018
- i3 compact electric city car 2013–2022
- F26 X4 Sport Activity Coupé 2014-2018
- F48 X1 Suv 2015–2022
- G11/G12 Serie 7 2015–2022
- G30/G31 serie 5 sedan/touring 2017–2023
- G01 X3 SUV 2017–2024
- G32 Serie 6 GT 2017–2023
- G02 X4 Crossover 2018-
- G15 serie 8 2018-
- F39 X2 Suv 2018–2023
- F40 Serie  1 2019–2024
- BMW Serie 8 Gran Coupé 2019-
- F44 Serie 2 Gran Coupé 2019 –2024
- G20/G21 Serie 3  2019 –

### Anni 2020
- G22/G23 Serie 4 2020–
  - G26 Serie 4 elettrica 2021–
- I20 Suv 2021–
- G42 Serie 2 Coupé 2021–
- U06 Serie 2 Active Tourer  2021–
- G70 Serie 7  2022–
- U11 X1 Suv 2022–
- G09 XM Suv 2022–
- G60/G61 Serie 5 2023–
- U10 X2 Suv 2023–
- BMW F70 2024-
- BMW G45 2024-